# Ephraim Hertzano

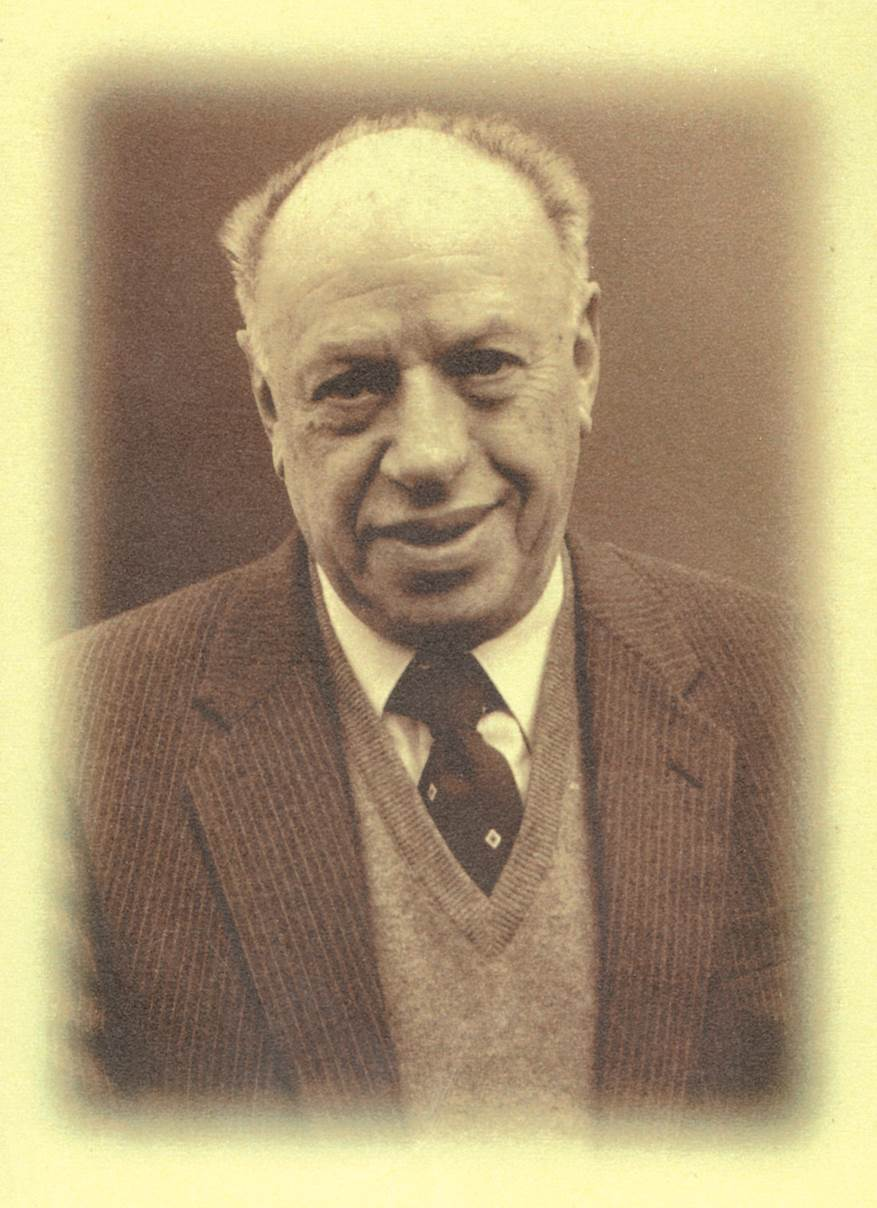
Ephraim Hertzano

Ephraim Hertzano (hebräisch: אפרים הרצנו; geboren in Siebenbürgen, Königreich Ungarn; gestorben 1987 in Israel) war ein israelischer Spieleerfinder, der vermutlich in den 1930er oder 1940er Jahren in seinem ursprünglichen Heimatland (zu der Zeit Rumänien) das weltweit bekannte Gesellschaftsspiel Rummikub entwickelte. Nach seiner Auswanderung nach Israel gründete er dort 1950 die Spielefirma Hertzano. Die daraus hervorgegangene, 1978 von seinen Kindern gegründete Firma Lemada Light Industries Inc. produziert das Spiel bis heute.

## Leben
Über Hertzanos Vergangenheit vor der Auswanderung nach Israel ist wenig bekannt. In Rumänien war er als Vertreter für Zahnbürsten und andere Plastikgegenstände und Kosmetikartikel tätig. Es wird berichtet, Hertzano habe das Kartenspiel Rommé sehr geliebt. Als die kommunistische Regierung in Rumänien in den 1940er Jahren das Kartenspielen verbot, da sie es als dekadent verurteilte, suchte Hertzano nach einer legalen Alternative und erfand mit seiner Frau Hanna Rummikub:

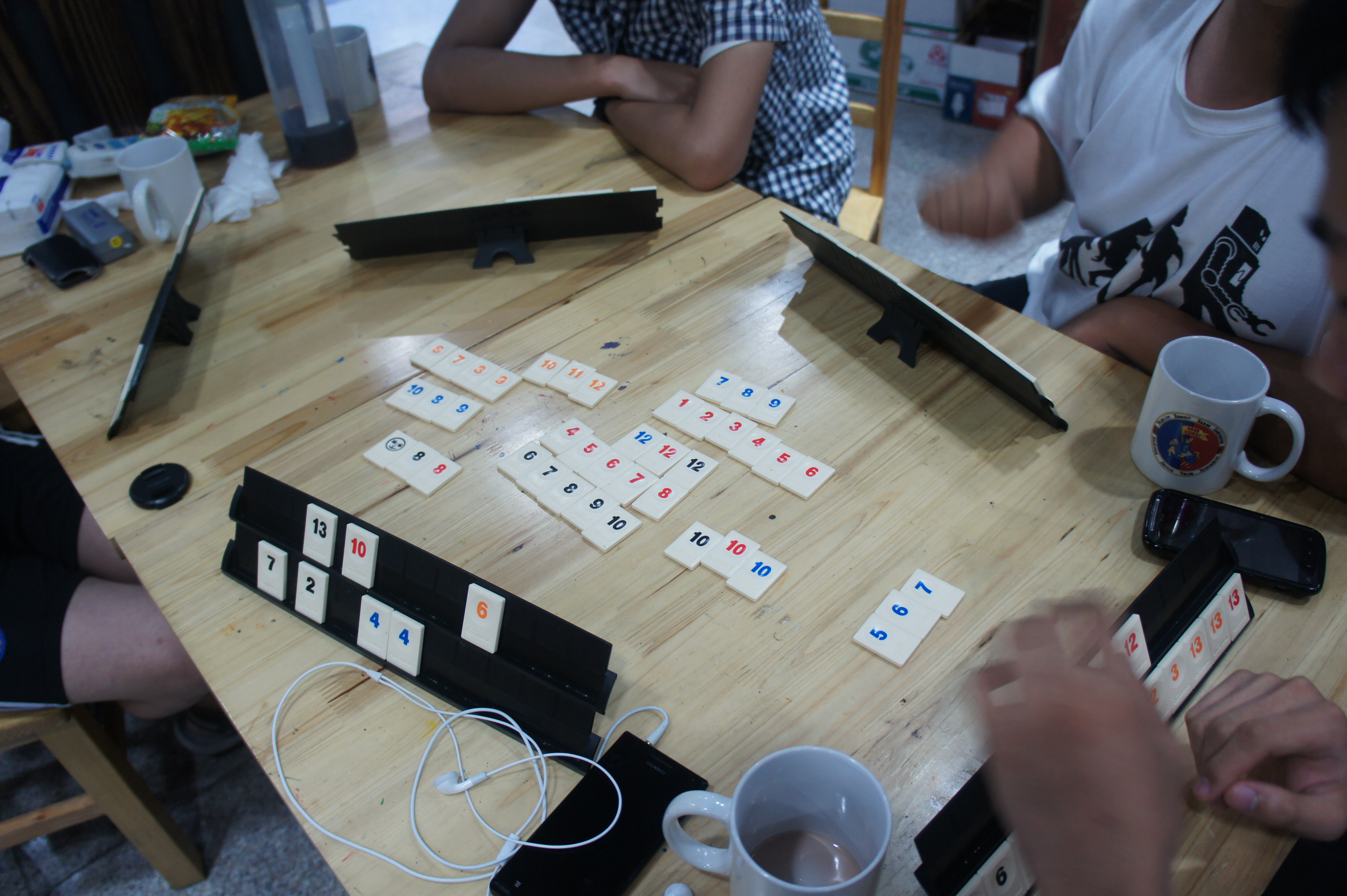
Rummikub wurde von Ephraim Hertzano erfunden.

Die Rummikub-Plättchen sind aus Plastik, nicht aus Papier, darum fällt Rummikub nicht in die Kategorie Kartenspiele. Doch Kunststoff war damals in Rumänien schwer zu beschaffen und teuer. Auf einer Geschäftsreise stieß Hertzano auf eine Firma, die gebrauchte Flugzeugkabinenhauben aus Acrylglas wiederverwertete und daraus Zahnbürsten herstellte. Hier besorgte er sich das Material für die Produktion der ersten Spielsets.
Im Jahr 1950 begannen Ephraim Hertzano und seine Frau Hana ein neues Leben in Bat Jam, einer Stadt im südlichen Großraum von Tel Aviv. Dort lebten sie – bedingt durch eine wirtschaftliche Krise des Landes – in bescheidenen Verhältnissen. Ephraim Hertzano verkaufte weiterhin Einzelhandelswaren und bastelte in seiner kleinen Werkstatt Rummikub-Spiele, schnitt und bemalte die Kärtchen von Hand und stellte kleine Holzkoffer als Verpackung her. Die Spiele bot er Einzelhändlern in der Stadt an. Er versuchte auch, Geschäftsinhaber und ihre Frauen durch Einladungen zu Rummikub-Spieleabenden von dem Spiel zu überzeugen. In den ersten Jahren verkaufte Hertzano dennoch nur einige Dutzend Spiele. Erst in den 1960er und 1970er Jahren stieg die Nachfrage. Hertzano verkaufte mit Hilfe seiner Kinder Mariana und Micha tausende Spiele in Israel. 1977 war Rummikub in den USA das meistverkaufte Spiel des Jahres und wurde nun auch international vermarktet. Mariana und Micha Hertzano gründeten 1978 die Firma Lemada Light Industries Inc., die mit Rummikub weltweit erfolgreich wurde.
Ephraim Hertzano starb 1987.
Die Firma Lemada Light Industries Inc. ist heute noch in Familienbesitz der Hertzanos. Die Büros befinden sich in der Nähe des Flughafens Ben Gurion, die  Produktionsstätte in der kleinen Stadt Arad in der Negevwüste. Dort werden die Spiele im Drei-Schicht-Betrieb angefertigt. Micha Hertzano berichtete 2016, dass alle sechs Sekunden ein neues Rummikub-Spiel entstehe.

## Auszeichnungen
- 1980: Spiel des Jahres für Rummikub
- 1980: Game of the Year für Rummikub
- 1980: Spel van het Jaar für Rummikub

## Veröffentlichungen
- The official rummikub book. Sterling Publishing, New York 1978, ISBN 978-0806949444
- Rummikub. Regeln, Strategien, Varianten (Dt. Übers., Bearb. u. Erw. von Gilbert Obermair). Hugendubel, München 1981, ISBN 3-88034-090-0